# Oranjewijk (Veghel)
Oranjewijk is een kleinschalige wederopbouwwijk in de Noord-Brabantse plaats Veghel. Oranjewijk genoemd, naar de typerende straatbenaming. De wijk is onderdeel van de nieuwe gebiedsindeling Veghel-West.

## Ligging
De Oranjewijk wordt ten zuiden begrensd door het oude centrum van Veghel (Hoogstraat en Oude Haven), ten noordoosten door rivier de Aa en ten westen door het industrieterrein en het agrarisch gebied van Dorshout.

## Geschiedenis
De Oranjewijk is de eerste planmatig aangelegde wijk van Veghel en dateert in eerste aanzet uit 1920 na 1947 heeft de wijk een grote groei doorgemaakt. De wijk is aangelegd op een verhoogd terrein, dat voordien behoorde tot Dorshout en de Hooge Einden.

## Karakteristiek
Typerend voor de wijk is de sociale woningbouw, bestaande uit regelmatige blokken strokenbouw met één bouwlaag. Cultuurhistorisch heeft de wijk als stedenbouwkundige structuur een redelijk hoge waarde wegens de toepassing van traditionele architectuurstromingen. In de wijk komt veelvuldig toepassing van baksteen met ambachtelijke detaillering voor. Opvallend is verder het nagenoeg ontbreken van particuliere voortuinen. In het ontwerp is ruimte gemaakt voor openbare groenvoorziening in de vorm van perken.